# Valle de Shenandoah

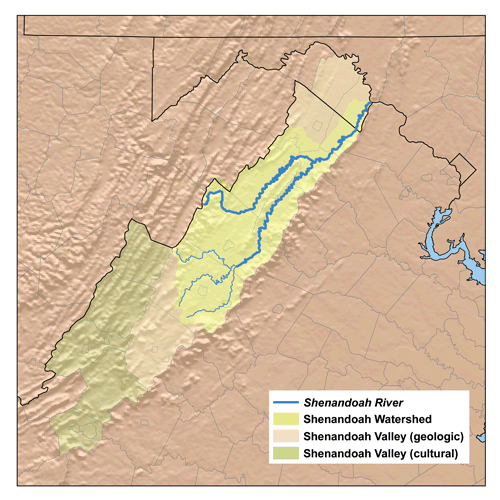
El valle de Shenandoah con el río Shenandoah

El valle de Shenandoah (en lengua indígena local Shenandoah significa "hija de las estrellas") es una zona de los montes Apalaches del este de Estados Unidos. Se encuentra en gran parte en la parte occidental del estado de Virginia y, en menor medida, en el extremo noreste de Virginia Occidental.
Se extiende en la zona de Valley and Ridge de los Apalaches, entre la meseta de los Apalaches y la meseta de Allegheny, al oeste, y las Blue Ridge Mountains, al este, y forma parte del Gran Valle de los Apalaches.
El homónimo río Shenandoah atraviesa el valle.

## Significado histórico
Debido a su ubicación estratégica, el valle fue el escenario de varias campañas durante la Guerra de Secesión; la Campaña de Shenandoah de Jackson en 1862 y las campañas de 1864 a Lynchburg, la Incursión de Early y las operaciones contra el Ferrocarril B & O, y la campaña de Sheridan en el valle Shenandoah entre 1864 y 1865. Durante estos, el control en la parte norte, alrededor de Winchester, en particular, cambió con mucha frecuencia entre los estados del norte y del sur.
Algunas partes de la zona están protegidas como parque nacional de Shenandoah desde 1935.

## En la actualidad

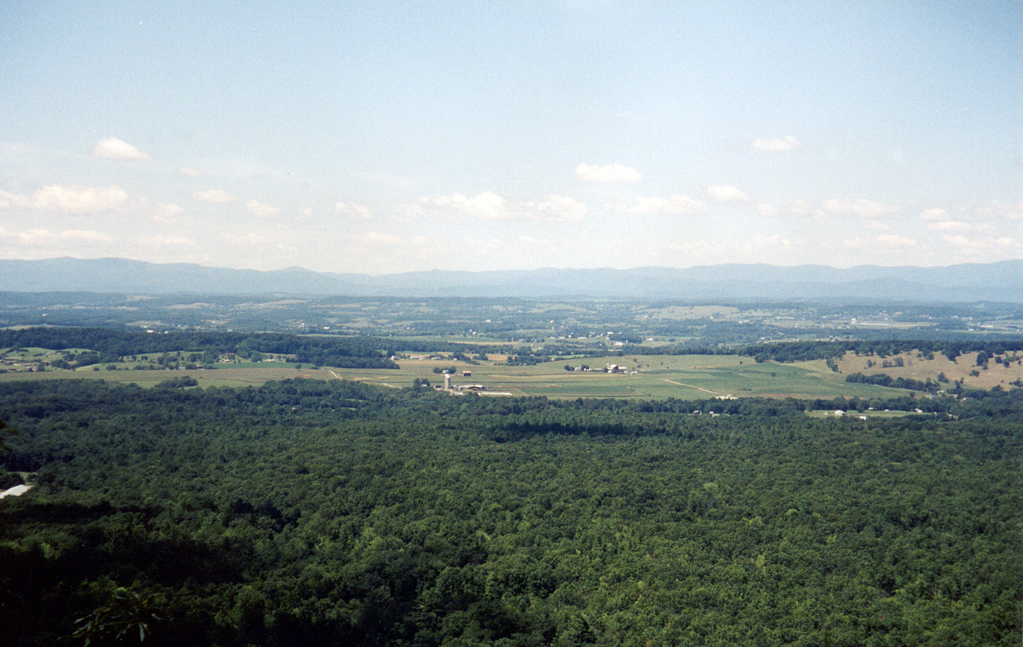
Vista desde el este (cordillera Azul) del condado de Augusta en el valle de Shenandoah (montes Allegheny al fondo).

Desde 1956 existe en el valle el Centro de Investigación y Extensión Agrícola del Valle de Shenandoah; es una estación de experimentación agrícola que forma parte de Virginia Tech. También incluye un monumento al inventor Cyrus McCormick, que creció aquí, en la antigua granja Walnut Grove, y desarrolló la Segadora de Virginia, la máquina pionera en cosechar grano, en 1831.